# Sobreira
Sobreira é uma vila portuguesa sede da Freguesia de Sobreira do Município de Paredes, freguesia com 22 km² de área e 4122 habitantes (censo de 2021),, tendo, assim, uma densidade populacional de 196,1 hab./km².
A sede da freguesia, a povoação de Sobreira, foi elevada à categoria de vila em 1 de julho de 2003.
Sendo a freguesia no sul do município de Paredes, confronta a norte com a freguesia de Parada de Todeia e a oeste com as freguesias de Recarei e de Aguiar de Sousa; a sul é limitada pelas freguesias de Melres (Gondomar) e Rio Mau (Penafiel) e a este pelas freguesias de Lagares e Fonte Arcada (ambas do município de Penafiel).
A Sobreira é servida pela estação de Recarei-Sobreira da linha ferroviária do Douro. Os acessos rodoviários são a EN 319–2 e o acesso à auto-estrada A4 é feito pelo nó de Baltar/Parada de Todeia.

## Demografia
A população registada nos censos foi:
| Distribuição da População por Grupos Etários | Distribuição da População por Grupos Etários | Distribuição da População por Grupos Etários | Distribuição da População por Grupos Etários | Distribuição da População por Grupos Etários |
| -------------------------------------------- | -------------------------------------------- | -------------------------------------------- | -------------------------------------------- | -------------------------------------------- |
| Ano                                          | 0-14 Anos                                    | 15-24 Anos                                   | 25-64 Anos                                   | > 65 Anos                                    |
| 2001                                         | 841                                          | 692                                          | 2192                                         | 354                                          |
| 2011                                         | 740                                          | 572                                          | 2488                                         | 500                                          |
| 2021                                         | 515                                          | 497                                          | 2391                                         | 719                                          |

## Lugares
Fazem parte da freguesia da Sobreira os seguintes lugares:
- Aguim
- Arco
- Casconha
- Castromil
- Devesa
- Estação
- Fonte da Serra
- Junqueira
- Outeiro
- Pinhal
- Quinta
- Santa Comba (Paredes)
- Valinhos
- VILAR *

## Topónimo
Crê-se que a origem etimológica do topónimo "Sobreira" deriva dos Sobreiros outrora existentes em abundância neste local aquando a sua fundação de data desconhecida.
O nome feminino "Sobreira" terá origem na designação galega de Sobreiro ver sobreira na wikipédia em galego, já que na época romana a Sobreira possivelmente pertencia à província romana Galécia (entre os século II e IV) que incluia o norte de Portugal, a comunidade autónoma da Galiza e as províncias espanholas das Astúrias, León e Zamora; e depois da queda do Império Romano pertencia ao Reino Suevo que incluía também algumas províncias espanholas (entre os séculos IV e VII).

## História
Segundo a tradição, decorria o século X quando por aqui acamparam alguns cavaleiros galegos e peões leves. Estavam no auge as lutas entre cristãos e mouros.
Nessa altura, o Bispo do Porto, D. Nonego, tratou de construir uma fortaleza, em Vandoma, com fins defensivos, que esteve na base das primeiras derrotas mouriscas.
Por onde acamparam, deram as suas tropas o nome às respetivas povoações. Refere Pinho Leal que «os gascões acamparam num local sobranceiro à margem direita do Douro, em frente da freguesia do Carvoeiro, da freguesia do Canedo, do concelho da Feira. Esta povoação da Gasconha é hoje uma aldeia da freguesia da Sobreira». Assim foi na verdade, apesar das incorrecções de Pinho Leal, que localiza Sobreira junto ao rio Douro e confinante com o concelho da Feira.
À volta dos Mouros, circulam sempre muitas lendas. Uma dessas lendas foi contada no Jornal «O Leverense» de Julho de 1916, da qual se retirou a parte principal: «No ano de 934, o rei mouro de Córdova, com um exército numeroso, entrou em Portugal revolvendo todos os edifícios e até penhascos, mandava esfolar os homens vivos, cortava os peitos às mulheres e tomava as crianças pelas pernas batendo-lhes com as cabeças pelas pedras até as matar. (…) Aqui perto, destruíram o Mosteiro de Aguiar de Sousa, onde tentaram matar entre outras a Santa Comba, que fugiu, sendo perseguida até ao local onde foi martirizada e hoje se acha levantada a histórica ermida que lhe tomou o nome.»
Uma devoção extraordinária por Santa Comba, e a construção de uma capela em sua honra, foi a consequência mais próxima do martírio da Santa. Não é ela, porém, o Orago da freguesia, mas sim São Pedro. Santa Comba é uma aldeia com grande importância a nível do subsolo, pois crê-se que existe ouro, nomeadamente nas Banjas. Esta aldeia festeja a sua romaria no último domingo de julho sempre com grandes festas.
As Minas das Banjas começaram a ser exploradas no tempo dos romanos, havendo, inclusive, vários vestígios dessa época espalhados por toda a serra de Santa Comba, onde se localizam várias concessões, uma das quais designada por poço romano.
A exploração do ouro voltou a ser realizada já nos finais do século XIX e início do século XX, mas desta vez sob a direcção de uma firma inglesa.
Neste período foi edificada uma aldeia mineira, da qual ainda restam algumas ruínas. A tipologia das casas, o forno a lenha comunitário, moinhos e diversos utensílios domésticos utilizados na época são ainda visíveis no Couto Mineiro das Banjas, apesar do seu adiantado estado de degradação. Numa grande extensão da serra de Santa Comba existem também entradas para túneis escavados à força de picaretas inglesas ou, em menor número, poços abertos por escravos romanos.
Atualmente, estão a ser efetuadas prospecções e acordos entre empresas exploradoras de recursos geológicos, a Câmara Municipal de Paredes e a Junta de Freguesia da Sobreira. Defende-se que a exploração não deve implicar perigos ambientais.

## Património

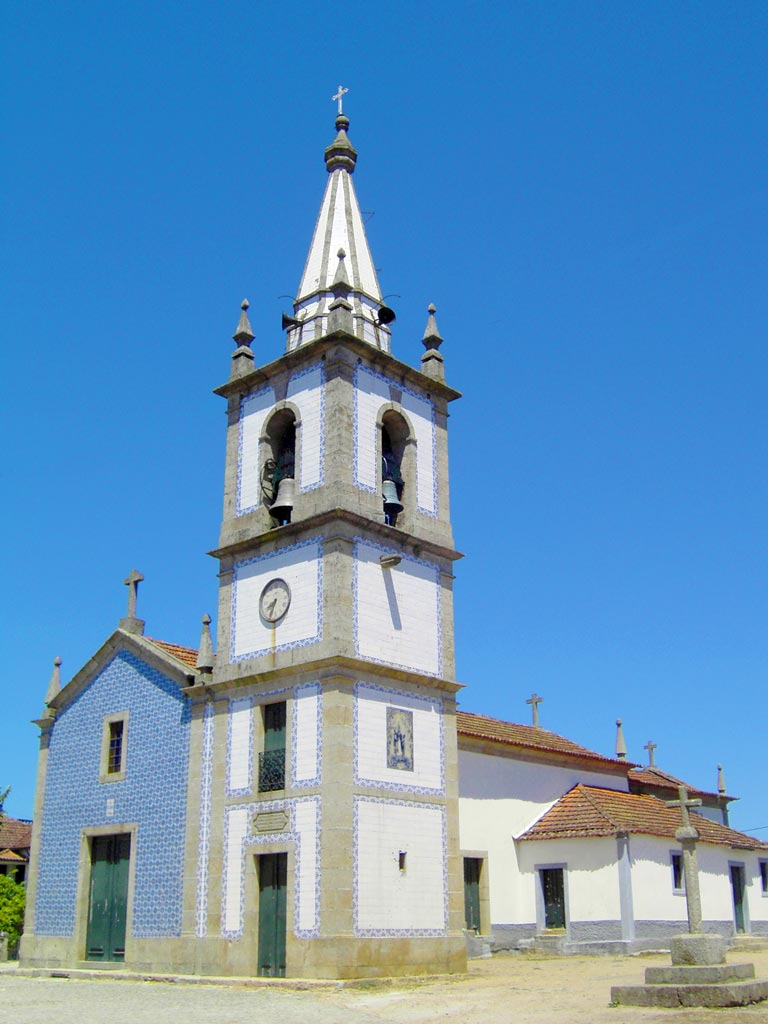
Igreja matriz da Sobreira

- Igreja Matriz da Sobreira - datada de 1874
- Igreja Nova da Sobreira
- Capela de Santa Comba (que já fora demolida e reconstruída em 1965)
- Capela do Senhor do Pinhal
- Aras de Santa Comba (presentes na Capela de Santa Comba)
- Couto Mineiro das Banjas (Santa Comba) - desde 2011 que tem vindo a ser explorado - prospeção de ouro
- Cruzeiro do Calvário
- Minas de Castromil
- Ponte de Casconha - Ponte de tabuleiro plano, com uma largura máxima de 4 metros, assente em quatro arcos quebrados e de volta perfeita, desiguais, em cantaria, com pegões cegos. Os arcos centrais são quebrados e desiguais, sendo o arco que se encontra mais próximo da margem esquerda aquele que apresenta uma maior amplitude na sua abertura e uma quebra mais acentuada, enquanto que os arcos que se encontram junto às margens são de volta perfeita, de menores dimensões e iguais entre si. Apresenta três talha-mares triangulares, baixos, de remate piramidal, a montante e a jusante, implantados no espaço entre arcos. O seu piso encontra-se muito alterado, sendo atualmente constituído por uma camada de betuminoso. Os resguardos laterais do tabuleiro são constituídos por uma armação em tubo de ferro. O aparelho dos paramentos revela os sucessivos arranjos, particularmente nas fiadas superiores em que se encontra construído com blocos de menores dimensões, sendo, no geral, constituídos por um aparelho regular de silhares graníticos, com algumas fiadas pseudo-isódomas. Foi construída na Idade Média e restaurada na Idade Moderna. É uma arquitetura civil pública, medieval.

## Demografia
Ao nível demográfico, esta freguesia registava, em 1991, 3706 residentes e em 2001, sofreu um acréscimo de 10,1%, sendo o número de 4079 pessoas (Censos 2001), o que denota indelevelmente uma forte evolução, sendo estes dados da responsabilidade do Instituto Nacional de Estatística.

## Economia
A freguesia de Sobreira possui características marcadamente rurais. Os seus campos agrícolas produzem muito trigo, principalmente em Casconha e Santa Comba. São reputados os Viveiros de Castromil e a Casa Leocádia ( Casa agrícola), que contribuem para manter a tradição agrícola da freguesia.
A atividade industrial é caracterizada basicamente por empresas de serração de madeira, indústria têxtil e fábricas de material de construção civil.
O comércio centra-se sobretudo em mini-mercados, papelarias, comércio de combustíveis, floristas, padarias, oficinas de reparação automóvel, fotografia e ourivesaria.
Na prestação de serviços sobressaem os cuidados médicos, possuindo uma extensão do Centro de Saúde de Paredes, clínica dentária, laboratório de análises clínicas, consultórios médicos e farmácia.

## Heráldica
Ordenação heráldica do brasão e bandeira publicada no Diário da República, III Série de 2 de julho de 2004, número 154, pág. 14738, segundo o parecer da Comissão de Heráldica da Associação de Arqueólogos Portugueses datado de 15 de abril de 2004 e estabelecido na sessão ordinária da assembleia de freguesia a 17 de junho de 2004.
- Brasão: Armas - escudo de prata, ponte de três arcos de vermelho, lavrada de ouro, firmada nos flancos e movente de uma campanha ondada de azul e prata, encimada por um cadinho de negro, realçado e gotado de ouro, entre dois melões verdes, postos em pala. Coroa mural de prata de quatro torres. Listel branco, com a legenda a negro em maiúsculas: SOBREIRA - PAREDES.
- Bandeira: Esquartelada de azul e branco, cordões e borlas de prata e azul. Haste e lança de ouro.

## Equipamentos e atividade social e cultural
De destacar na área cultural, as seguintes associações: o Rancho Folclórico da Casa do Povo da Sobreira e a Associação Juvenil Grupo de Jovens Nova Esperança, principais dinamizadores da atividade cultural da freguesia.
O Grupo de Jovens Nova Esperança é a instituição que, até ao momento, dispõe de instalações adequadas para a realização de espetáculos num auditório que dispõe, na sede da junta de freguesia.
Na área do desporto, é de referir a atividade das associações, desenvolvida sobretudo na área do futebol amador em campos próprios. São os casos do Imperial Sport Clube Sobreirense e do Grupo Desportivo de Santa Comba.
A Casa do Povo da Sobreira desenvolve, ainda, o hóquei em patins, envolvendo perto de uma centena de jovens em equipas de infantis, iniciados, juvenis e seniores e o andebol feminino. O pavilhão desportivo desta coletividade encontra-se aberto à utilização por parte da comunidade.
Deve-se mencionar a importância das minas de ouro de Castromil que são conhecidas por terem sido já escavadas pelos romanos e posteriormente pela comonidade portuguesa, estando nos nossos dias inativas.
Ao nível da acção social e solidariedade, Sobreira conta com a Associação S. Pedro – Centro Social de Sobreira que funciona com um acordo com o Centro Regional de Segurança Social e que presta apoio à infância, através de ATL e à terceira idade, através de Centro de Dia e Apoio Domiciliário.
Com significativa intervenção na comunidade, deve-se registar, ainda, a Associação para o Desenvolvimento Integral da Sobreira. Esta associação é a entidade que fornece suporte jurídico ao Projeto de Luta Contra a Pobreza «Paredes de Abrigo», que intervém nas 24 freguesias do concelho.
Relativamente à educação, Sobreira possui na sua área geográfica quatro estabelecimentos de ensino pré-escolar da rede pública, abrangendo aproximadamente 100 crianças (Casconha, Castromil, Valinhos e Santa Comba); já teve quatro escolas do 1.º ciclo do ensino básico, abrangendo cerca de 300 alunos (EB1 Castromil, EB1 Casconha nº1, EB1 Casconha nº2 -Devesa, EB1 Santa Comba); e uma escola básica com 2.º e 3.º ciclos, cujo número de alunos no ano letivo 2000/2001 rondou os 800 (EB2/3 Sobreira).
No entanto, fora construído um centro escolar, no centro da vila de Sobreira, que acolhe todas as crianças dos quatro estabelecimentos de ensino pré-escolar, bem como as crianças das outras quatro escolas do 1º ciclo. As escolas das quais os alunos foram transferidos para o centro escolar ficaram ao abandono. Por isso, a construção deste centro escolar foi alvo de crítica, uma vez que os alunos de algumas localidades tem que se deslocar ao longo de vários quilómetros, não havendo necessidade disso, dado que cada aldeia possuía a sua escola.

## Festas e romarias
- Imaculada Conceição (festa religiosa)
- Santa Comba (Paredes) (sempre no fim de semana que se situe entre os dias 19 e 26 de julho)
- São Pedro (29 de junho)
- São Sebastião (22 de agosto)
- Senhor do Pinhal (1º domingo de setembro)

## Coletividades
- Casa do Povo da Sobreira
- ISCS - Imperial Sport Clube Sobreirense
- GJNE - Grupo de Jovens Nova Esperança
- GDSC - Grupo Desportivo de Santa Comba
- CPS - Casa do Povo de Sobreira
- APDIS - Associação Para o Desenvolvimento Integral da Sobreira
- Cruz Vermelha Portuguesa - Núcleo da Sobreira
- Associação São Pedro – Centro Social da Sobreira
- Rancho Folclórico da Casa do Povo da Sobreira
- Grupo Caixas e Bombos "Os Domingueiros"
- GPS - Grupo de Paintball de Sobreira
- BTTombos - clube de BTT da Sobreira
- Polícia segurança pública
- Hospital privado de sobreira
- Hotel sobreira havista
- Discotecas
- Bares (zona ribeirinha )
- Hipermercados continente pingo doce jumbo

## Personalidades
- Dr. Jerónimo Carlos da Silva Moreira (1865-1945) - médico, comendador da Ordem de Sant'Iago
- Bispo D. Pompeu de Sá Leão e Seabra
- Dom Rui Silva Moreira dela Pierna
- Fernando Mendes
- Aníbal Cavaco Silva
- Teresa Guilherme